# Hormographiella aspergillata
Hormographiella aspergillata är en svampart som beskrevs av Guarro, Gené & De Vroey 1992. Hormographiella aspergillata ingår i släktet Hormographiella och familjen Psathyrellaceae.   Inga underarter finns listade i Catalogue of Life.